# Breaking Point
 Breaking Point  — сьомий студійний альбом голландського гурту Clan of Xymox, випущений німецьким лейблом «Pandaimonium Records», у 2006-му році.

## Композиції
1. Weak In My Knees (5:09)
2. Calling You Out (5:21)
3. She's Dangerous (6:03)
4. Eternally (4:01)
5. We Never Learn (5:45)
6. Be My Friend (6:38)
7. Cynara (4:48)
8. Pandora's Box (6:19)
9. Under The Wire (5:44)
10. What's Going On (4:59)

## Над альбомом працювали
- Оформлення — Mojca
- Мастеринг — Steve Laskarides
- Автор музики та слів — Ronny Moorings